# Tini (album)
Tini è il primo album in studio da solista della cantante e attrice argentina Tini Stoessel, pubblicato nel 2016.

## Successo commerciale
Classifiche
Ad una settimana dalla pubblicazione l'album ottiene ottimi risultati in molte delle classifiche Europee e Sud Americane. In Italia raggiunge la posizione nº 6 della classifica FIMI. Stesso risultato viene raggiunto in Germania, in Francia invece arriva 12a. Buono il successo in Spagna, Belgio, Polonia, Portogallo, Olanda e Austria. Mentre nei paesi sud americani riscontra un ottimo successo in Brasile, Argentina, Venezuela, Cile e Perù e Stati Uniti.

## Tracce

### Disco 1
1. All You Gotta Do – 3:22
2. Great Escape – 4:07
3. Still Standing – 3:20
4. Got Me Started – 3:31
5. My Stupid Heart – 3:38
6. Don't Cry for Me – 4:02
7. Finders Keepers – 3:12
8. Handwritten – 3:55
9. Sólo dime tu – 3:22
10. Sigo adelante – 3:20
11. Si tu te vas – 3:38
12. Lo que tu alma escribe – 3:55

### Disco 2
1. Siempre brillarás – 3:00
2. Se escapa tu amor – 3:40
3. Yo te amo a ti – 3:39
4. Confía en mí – 2:28
5. Born to Shine – 3:00
6. I Want You – 3:39
7. Light Your Heart – 3:33
8. Losing the Love – 3:41
9. Siempre brillarás (acoustic version) – 1:34